# Лейбенстайн, Харви
Харви Лейбенстайн (англ. Harvey Leibenstein; 11 августа 1922, Янушполь, Волынская губерния, УССР — 28 февраля 1994, Кембридж, шт. Массачусетс) — американский экономист, уроженец Украины, входит в список «ста великих экономистов после Кейнса» по версии М. Блауга, является автором концепции X-эффективности и пионером в исследовании концепции порочного круга нищеты и теории «большого толчка».

## Биография
Харви родился в еврейской семье 11 августа 1922 года. В 1925 году семья эмигрировала в Канаду.
В 1945 году получил степень бакалавра, а в 1946 году степень магистра в Северо-Западном университете, в 1951 году получил докторскую степень в Принстонском университете.
В 1949 году был специалистом по социальным вопросам Департамента народонаселения ООН, а в 1951 году стал консультантом корпорации Rand. 
Преподавательскую деятельность начал в 1951 году в Калифорнийском университете, а в период 1960—1967 годы был профессором кафедры экономики в Калифорнийском университете, преподавал в Иллинойсском технологическом институте, затем в период 1967—1987 годы преподавал профессором демографии в Гарвардском университете. В 1978—1979 годы провел в Исследовательском институте при Принстонском Университете. Преподавательскую деятельность прекратил в 1987 году после автомобильной аварии».
Харви умер от рака в возрасте 71 года.

## Основной вклад в науку
Благодаря своей работе «Экономическая отсталость и экономический рост. Исследования в области теории экономического развития» в 1957 году становится пионером в исследовании концепции порочного круга нищеты и теории «большого толчка».
Лейбенстайн является основоположником новой концепции эффективности функционирования фирмы — X-эффективности, когда в 1966 году опубликовал статью «Аллокативная эффективность в сравнении с „X-эффективностью“».

## Награды
- 1962 – стипендия Гуггенхайма[3].